# Curcuma thorelii
Curcuma thorelii är en enhjärtbladig växtart som beskrevs av François Gagnepain. Curcuma thorelii ingår i släktet Curcuma och familjen Zingiberaceae. Inga underarter finns listade i Catalogue of Life.